# Saqqarmiut (Qaqortoq)
Saqqarmiut [ˌsɑˈqːɑmːiut] (nach alter Rechtschreibung Sarĸarmiut) ist eine wüst gefallene grönländische Siedlung im Distrikt Qaqortoq in der Kommune Kujalleq.

## Lage
Saqqarmiut liegt im Osten einer winzigen Halbinsel im Süden der großen seenreichen Halbinsel Saqqarmiut Timaat. Vor dem Ort verläuft der Fjord Kiterput Qoornoq. 15 km ostsüdöstlich liegt mit Qassimiut der nächste bewohnte Ort.

## Geschichte
Saqqarmiut wurde um 1905 gegründet.
Ab 1911 war Saqqarmiut Teil der Gemeinde Qassimiut.
1919 lebten 28 Personen in Saqqarmiut, die in vier Häusern wohnten. Es gab zudem eine 16 m² große Schulkapelle, in der ein ungelernter Katechet unterrichtete. Unter den Bewohnern waren sechs Jäger, die von der Jagd auf Robben und Füchse lebten.
Die Einwohnerzahl veränderte sich bis 1946 kaum. 1950 wurde Saqqarmiut Teil der Gemeinde Qaqortoq. 1951 lebten nur noch 17 Personen am Wohnplatz und 1953 noch 15. Anschließend stieg die Zahl wieder an, sodass Saqqarmiut 1960 wieder 27 Einwohner hatte. 1965 gab es jedoch nur noch 14 und 1968 noch 11 Einwohner und 1969 verließen die letzten zwei Bewohner den Wohnplatz. Später wurde das Gebiet für die Schafzucht genutzt, allerdings befand sich nach 1976 keine Schäfersiedlung am Ort.